# Luděk Kovačík
Luděk Kovačík (* 24. srpna 1961) jihlavský odchovanec je bývalý český fotbalista, útočník, reprezentant Československa. Za československou reprezentaci odehrál v roce 1983 dvě utkání, jednou nastoupil v olympijském výběru, 7x startoval v reprezentaci do 21 let (1 gól). V lize odehrál 202 utkání a dal 35 gólů. Hrál za TJ Vítkovice (1982–1990), s nimiž se stal roku 1986 mistrem ligy. 12x startoval v evropských pohárech a dal zde 2 branky.

## Trenérská kariéra
V letech 2006 až 2021 trénoval klub FSC Stará Říše, který vytáhl z 1. A třídy až do divize.